# عظیم اسکوئیان
عظیم اسکوئیان (١٣٠٢مشهد-نامعلوم) سیاست‌مدار ایرانی بود، که در  دوره بیست و سوم  به‌عنوان نماینده مشهد در مجلس شورای ملی حضور داشت.